# Речной дивизион пограничных кораблей

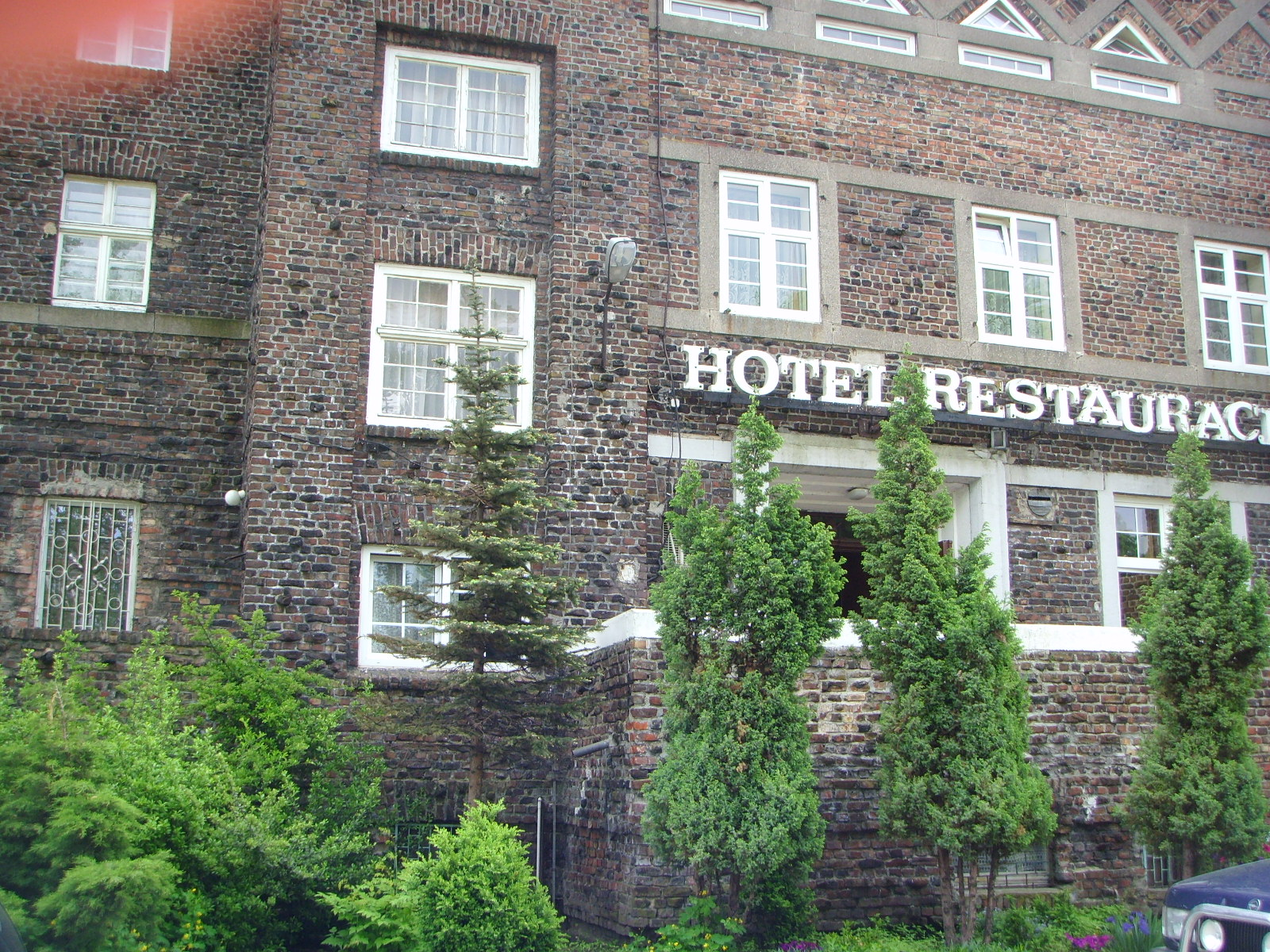
Другой вид на ресторан Jachtowa

Речной дивизион пограничных кораблей (пол. Rzeczny Dywizjon Okrętów Pogranicza), по документам в/ч 3161 (JW 3161) — подразделение речного флота в составе Войск охраны пограничья.

## Краткая история
В соответствии с распоряжением Министерства общественной безопасности ПНР № 0012/WW от 3 августа 1953 года в составе 12-й бригады ВОП был сформирован речной дивизион пограничных кораблей в Щецине (пол. rzeczny dywizjon Okrętów Pogranicza w Szczecinie) по штату 352/18. В последующие годы дивизион несколько раз преобразовывался. Расформирован в 1960 году в соответствии с распоряжением Министерства общественной безопасности ПНР № 0155/60/WW от 1 сентября 1960 года.
Среди командиров дивизиона упоминается капитан Витольд Дзюба, занимавший эту должность как минимум с 1955 года.